# 我與尼特女忍者的莫名同居生活
《我與尼特女忍者的莫名同居生活》是由小龍擔任原案與作畫、負責協力繪製分鏡的日本漫畫作品，改編電視動畫於2025年1月至6月播放。

## 故事簡介
這是一部描寫普通上班族政與女忍者白津莉同居生活的浪漫喜劇，某天政被妖魔襲擊時，天才女忍者白津莉出現拯救了他，但這個最強女忍者卻是個懶散的遊戲宅。

## 登場角色
出浦白津莉（配音：矢野妃菜喜）
前天才女忍者，以對抗妖魔的高超戰鬥技巧而聞名，其本身強大的戰鬥能力，能夠打倒數倍於她體型的巨大怪物而不受任何損傷，是忍者三大流派之一“出浦之里”的下任首領候選，實際上她是熱愛遊戲的尼特族。有一次救了被妖魔襲擊的安海政，並以寄宿為由與他締結主僕契約。
實際上首次遇到政是小時候因為被親生母親葉月沙耶斷絕母女關係而傷心逃出村子出走時，在遊戲中心遇上了大賽獲勝的小時候的政。由於遇上妖魔而完全不敵，被沙耶救下，原本沙耶想要封印和政相遇期間的記憶，但因為戰鬥的重傷而忘了這段與政相遇的記憶，卻也因為與政的一起玩遊戲的經歷而形成潛意識，某種意義上導致了她後來非常熱愛遊戲到成為尼特族。
安海政（配音：石毛翔彌）
一名平凡的普通上班族，擅長做家事。實際上，他是自古以來對抗妖魔的武家血統，擁有容易被妖魔襲擊的體質。幼時就失去了雙親，被與忍者完全不相干的別的夫婦收養。因為低級妖魔的擾亂，導致從小時起就生活非常孤僻。
首次遇到出浦白津莉時實際是小時候獲得遊戲大賽冠軍之後，巧遇上正在離家出走的白津莉，是白津莉熱愛上遊戲的契機。由於遇上妖魔而白津莉完全不敵，被葉月沙耶救下但被她封印了和白津莉相遇期間的記憶。
後來在葉月沙耶以自己失去女忍力量的代價，強行覺醒了需要長時間才能掌握的“主之力”，為白津莉與琪拉·芬特爾的對戰中得以脫困。
百地彩夢（配音：菲魯茲·藍）
一名優秀的女忍者（其實是男人，在一次與妖魔戰鬥中意外解除變身），中忍。她崇拜強大而美麗的白津莉，並在尋找離開村子的她。擁有抖M體質，除了想尋求被其責罵外，既使被妖魔猛烈攻擊也享受在其中，但有其限度，一旦吃了超過限度的攻擊（如強力的妖魔猛烈攻擊，以及緋那在極限情況下打出的大威力初級忍術）後就會解除變身變回男性（平板+下體暴露），解除變身後身為男性時名稱的讀音會變成，同時力量也增強至上忍程度，而回復變身的手段卻是對白津莉用過的東西（擅自順走）進行大量變態意淫行為。由於自身有著女性臉龐，同時把男性視為穢物的緣故且不想讓白津莉知道而向政要求保密（現知道秘密的有政和把他打出原形的克雷娜）。因忍者村首領指派最新任務的需求下而搬家到白津莉與政住處的隔壁。
和泉緋那（配音：會澤紗彌）
一名身形嬌小、潛力無窮的女忍者，下忍，但她違反禁忌，愛上與自己有主從契約的對象，因此向白津莉求助。擁有不幸體質，走到哪就會帶來不少災難，除了初級忍術之外無法正常發揮高級忍術的力量，但有著能把初級忍術發揮到堪比高級忍術的極大威力的潛質。因透的公司指派新業務調職而與透搬家到白津莉與政住處的隔壁。
夏見協愛（配音：木野日菜）
一名住在出浦之隔壁，為忍者三大流派之二的"夏見之里"首領並來到大城市，自稱是白津莉的競爭對手的雙馬尾女忍者，也是其兒時玩伴。雖然性格高傲，卻是個很會照顧人的類型。目前受村內幹部委託收集鏡面結界符咒，由於現階段只有葉月沙耶能製作其符咒而來到《忍忍女僕咖啡廳》工作。最害怕的東西是章魚。有一位同為忍者的妹妹柚子。
中山透（配音：野上翔）
一名和緋那簽訂主從契約的上班族。他對緋那的不幸體質十分包容。因轉職原因，和緋那一起搬進了政和白津莉所住的公寓。
朝倉陽葵（配音：村上真夏）
與政住在同一間公寓的普通高中女生，目前正在大賣場打工。她是浪漫喜劇的愛好者，夢想著大人的愛情。
雪野紬（配音：關根明良）
朝倉陽葵的同學，對於陽葵的戀愛腦表示十分無奈和吐槽。
葉月沙耶（配音：堀江由衣）
她擔任白津莉的指導員，也是政和其同伴住同一間公寓的房東。上忍，從兩人對話中表示過往曾是很早就叛逃出村的前出浦之里忍者秘密部隊隊長，擅長高級鏡面結界忍術。性格略帶腹黑，對金錢相關的話題會變得斤斤計較。平常是經營秋葉原的《忍忍女僕咖啡廳》負責人，同時也是少數能製作鏡面結界符咒的上忍之一。
真實身份是白津莉的親生母親，由於作為秘密部隊而成為“出浦之陰影”的壓力下，在白津莉提名為首領候補後被迫斷絕母女關係。習慣了與白津莉的師徒關係，且和白津莉類似個性不直白和扭曲。
後來為了強行覺醒安海政的“主之力”，打開政的“龍之穴脈”而失去了所有的女忍的力量，不能再製作鏡面結界的符咒。
琪拉·芬特爾（配音：相良茉優）
以收割武士靈魂為目的，從異世界而來的高等妖魔。是個戰鬥狂，揮舞大鐮刀收割獵物，但其實是瞞著父母偷偷跑來人界的。穿著鯊魚齒紋的學校泳裝搭配水手服風格的裝束。
本名是「琪拉拉（キララ）」，所以克雷娜會稱呼她「琪拉拉」，但本人似乎不太喜歡這個名字。
因為擅自來到人間打傷大量女忍，且被白津莉一眾擊退，被芬特爾當家察覺而跟克雷娜一同被放逐，力量遭到封印而被大幅削弱，已無力對付白津莉且被她拉入電玩圈，與克雷娜一同住在政待的同一間公寓中，為了支付公寓相關生活費用而現於陽葵所在的大賣場打工中。
克雷娜·芬特爾（配音：小坂井祐莉繪）
和琪拉一同的搭檔的高等妖魔。雖是與琪拉同期降臨人界，但相較琪拉的戰鬥狂個性而言，性格較為悠哉隨性，各種揭琪拉的底（如稱呼琪拉的本名等），特別鍾情人界的炸雞便當。
因為跟琪拉一同擅自來到人間打傷大量女忍，且被白津莉一眾擊退，被芬特爾當家察覺而跟琪拉一同被放逐，力量遭到封印而被大幅削弱，與琪拉一同住在政待的同一間公寓中，為了生活費而現於秋葉原《忍忍女僕咖啡廳》打工中。
夏見柚子（配音：小原好美）
忍者三大流派之二的"夏見之里"的忍者，協愛的妹妹，14歲。重度姐控，個性死板認真，跟協愛類似容易說漏嘴類型。身材方面成熟。由於一直長期在村內長大，故思想沒能跟上現代，對都市的相關事物非常不熟。

## 出版書籍
| 卷數 | KADOKAWA       | KADOKAWA               | 台灣角川      | 台灣角川               |
| 卷數 | 發售日期       | ISBN                   | 發售日期      | ISBN                   |
| ---- | -------------- | ---------------------- | ------------- | ---------------------- |
| 1    | 2021年8月27日  | ISBN 978-4-04-913968-6 | 2022年8月25日 | ISBN 978-626-321-698-3 |
| 2    | 2022年4月27日  | ISBN 978-4-04-914374-4 | 2023年4月13日 | ISBN 978-626-352-426-2 |
| 3    | 2023年3月27日  | ISBN 978-4-04-914847-3 |               |                        |
| 4    | 2024年12月27日 | ISBN 978-4-04-916173-1 |               |                        |

## 電視動畫
2024年2月10日宣布電視動畫化。於2025年1月至6月播放。旁白由千葉繁擔任。

### 製作人員
- 原作：小龍、
- 導演：齋藤久
- 劇本統籌：青島崇
- 角色設計：鈴木政彥
- 道具設計：岩田龍治
- 色彩設計：日比智惠子
- 美術設計：益田健太
- 美術監督：西山勇
- 攝影監督：金武慎也、今泉秀樹
- 剪輯：增永純一
- 音響監督：吉田公平
- 音樂：CMJK
- 動畫製作：Quad

### 主題曲
片頭曲
Neet In Jam🍓
演唱：REAL AKIBA BOYZ loves 中川翔子，作詞：桃井晴子，作曲、編曲：。
片尾曲
（第1話～第12話，第6話、第8話未使用）
演唱：出浦白津莉（矢野妃菜喜），作詞：，作曲、編曲：。
（第6話、第9話、第22話）
演唱：朝倉陽葵（村上真夏），作詞：，作曲：，編曲：酒井祐輝。
（第8話、第18話）
演唱：出浦白津莉（矢野妃菜喜），作詞：，作曲、編曲：。
（第13話～，第17話、第18話、第22話未使用）
演唱：出浦白津莉（矢野妃菜喜）、百地彩夢（菲魯茲·藍）、和泉緋那（會澤紗彌）、夏見協愛（木野日菜），作詞：，作曲、編曲：。
插入曲
（第6話、第9話）
演唱：，作詞：Ryuno，作曲、編曲：CMJK。
（第13～16話）
演唱：，作詞：Ryuno，作曲、編曲：CMJK。

### 各話列表
| 話數  | 標題                                       | 劇本     | 分鏡     | 演出                     | 作畫監督                                       | 總作畫監督 | 首播日期      |
| ----- | ------------------------------------------ | -------- | -------- | ------------------------ | ---------------------------------------------- | ---------- | ------------- |
| #01   | 我與尼特女忍者的莫名同居生活               | 青島崇   | 斋藤久   | 岩垂瑞樹                 | 鈴木政彥                                       | -          | 2025年 1月5日 |
| #02   | 不知為何來了個變態女忍者                   | 青島崇   | 斋藤久   | 岩垂瑞樹                 | 鈴木政彥                                       | -          | 2025年 1月5日 |
| #03   | 莫名來了一位倒霉體質的女忍者               | 山田靖智 | 西島克彥 | 佐久間瑞希               | 興石曉                                         | 荻尾圭太   | 1月12日       |
| #04   | 莫名被CPL的女忍者盯上了                    | 衫原研二 | 西島克彥 | 佐久間瑞希               | 藤田正幸                                       | 荻尾圭太   | 1月12日       |
| #05   | 莫名的怪咖女忍者們搬過來了                 | 鴻野貴光 | 齋藤久   | 安藤貴史                 | Lee Jong man 北條直明 鵜池一馬 岩崎亮 園田大勢 | 森前和也   | 1月19日       |
| #06   | 莫名被喜歡戀愛喜劇的女高中生監視了         | 青島崇   | 齋藤久   | 安藤貴史                 | 關賢叔 安孝貞 岩崎亮                           | 森前和也   | 1月19日       |
| #07   | 莫名為了約會忙得不可開交                   | 鴻野貴光 | Royden B | 佐佐木純人               | 柄谷綾子                                       | 鈴木政彥   | 1月26日       |
| #08   | 莫名在秋葉原盡情享受了約會時光             | 鴻野貴光 | Royden B | 佐佐木純人               | 沼田廣                                         | 鈴木政彥   | 1月26日       |
| #09   | 莫名的JK開啟了愛情新天地                   | 青島崇   | 西島克彥 | 陳曉燦                   | 高橋耕平                                       | 森前和也   | 2月2日        |
| #10   | 莫名來了一位傲嬌女忍者                     | 衫原研二 | 西島克彥 | 陳曉燦                   | 高橋耕平                                       | 森前和也   | 2月2日        |
| #11   | 莫名華麗登場的忍者女僕                     | 衫原研二 | 岩垂瑞樹 | 岩垂瑞樹                 | 熊谷夏美 鈴木政彥                              | 萩尾圭大   | 2月9日        |
| #12   | 莫名得告別尼特生活了                       | 山田靖智 | 岩垂瑞樹 | 岩垂瑞樹                 | 藤田正幸 鈴木政彥                              | 萩尾圭大   | 2月9日        |
| #13   | 莫名開始認真工作和做家事的女忍者           | 山田靖智 | 齋藤久   | NAMU Animation JFK演出部 | NAMU Animation                                 | 鈴木正彥   | 2月16日       |
| #14   | 莫名的最強刺客來襲                         | 杉木研二 | 齋藤久   | NAMU Animation JFK演出部 | NAMU Animation                                 | 鈴木正彥   | 2月16日       |
| #15   | 莫名變成戰鬥系動畫了                       | 杉木研二 | 齋藤久   | 佐佐木純人               | 飯飼一幸                                       | 萩尾圭一   | 2月23日       |
| #16   | 莫名開始大放異彩的配角們                   | 青島崇   | 齋藤久   | 佐佐木純人               | 藤田正幸                                       | 萩尾圭一   | 2月23日       |
| #17   | 莫名被拜託繼續當尼特了                     | 青島崇   | 西島克彥 | 佐久間瑞希               | 藤田正幸                                       | 森前和也   | 3月2日        |
| #18   | 莫名開始講起了往事                         | 青島崇   | 西島克彥 | 佐久間瑞希               | 柄谷綾子                                       | 森前和也   | 3月2日        |
| #19   | 莫名在澡堂打了起來了                       | 鴻野貴光 | 陳達理   | 安藤貴史                 | 崔敬錫 樸永熙 園田大輔 鵜池一馬                | 藤田正幸   | 3月9日        |
| #20   | 莫名登場的傲嬌女忍者的妹妹                 | 山田靖智 | 安藤貴史 | 佐佐木純人               | 飯飼一幸                                       | 藤田正幸   | 3月9日        |
| #21   | 莫名的彆扭姊妹开始回忆往事                 | 山田靖智 | 渡邊慎一 | 佐佐木純人               | 荒川久磨                                       | 萩尾圭太   | 3月16日       |
| #22   | 莫名和幾乎初次見面的女高中生開始了鄰居交流 | 青島崇   | 西島克彥 | 安藤貴史                 | 關賢叔 安孝貞 杉本幸子 岩崎亮                  | 萩尾圭太   | 3月16日       |
| #23   | 莫名合體的變態與倒楣                       | 鴻野貴光 | 渡邊慎一 | 岩垂瑞樹                 | 沼田廣                                         | 鈴木政彥   | 3月23日       |
| #24   | 莫名開始飲酒聚會的尼特女忍者們             | 青島崇   | 渡邊慎一 | 岩垂瑞樹                 | 興石曉                                         | 鈴木政彥   | 3月23日       |
| Ex.01 | 莫名在沙灘臉紅心跳                         | 青島崇   | 渡邊慎一 | 佐久間瑞希               |                                                | 柄谷綾子   | 3月30日       |
| Ex.02 | 莫名和前高等妖魔變成朋友了                 | 青島崇   | 渡邊慎一 | 佐久間瑞希               |                                                | 柄谷綾子   | 3月30日       |

### 播放電視台
| 播放日期             | 播放時間（UTC+9）              | 播放電視台   | 播放地區 | 備註                            |
| -------------------- | ------------------------------ | ------------ | -------- | ------------------------------- |
| 2025年1月5日—6月22日 | 星期日 1:30—2:00（星期六深夜） | TOKYO MX     | 東京都   |                                 |
|                      |                                | BS11         | 日本全域 | BS放送／《ANIME+》時段          |
|                      |                                | SUN          | 兵库县   |                                 |
|                      |                                | KBS京都      | 京都府   |                                 |
| 2025年1月6日—6月23日 | 星期一 23:30—星期二 0:00       | AT-X         | 日本全域 | CS放送／字幕放送／有重播／有OVA |
| 2025年1月7日—6月17日 | 星期二 2:50—3:05（星期一深夜） | 北海道電視台 | 北海道   | 《アニメな時間》時段            |

### BD
| 卷數 | 發售日期          | 收錄話數            | 規格編號   | 規格編號   |
| 卷數 | 發售日期          | 收錄話數            | 初回限定版 | 完全限定版 |
| ---- | ----------------- | ------------------- | ---------- | ---------- |
| 上卷 | 2025年9月3日預定  | 第1話—第12話、OVA1  | KIXA-90994 | KIXA-90993 |
| 下卷 | 2025年10月8日預定 | 第13話—第24話、OVA2 | KIXA-90995 | 不適用     |

## 外部連結
- 動畫官方網站（日語）
- 動畫官方的X（前Twitter）（日語）